# 버블 (2022년 영화)
《버블》(일본어: バブル)은 2022년 개봉한 일본의 애니메이션 영화이다. 위트 스튜디오가 제작하고 넷플릭스가 배급할 예정이다.

## 줄거리
중력도, 운명도 넘어서라. 그래비티 액션 새로운 체험!
중력이 망가진 도쿄에서, 소년과 소녀의 마음이 이끌린다――.
본작의 무대는 세계에 쏟아진 거품 <버블>로
중력이 망가져버린 도쿄.
생활 시설이 폐쇄된 도쿄는
가족을 잃은 일부 젊은이들의 놀이터로 변했고,
빌딩과 빌딩을 가로지르는 파쿠르 팀 배틀의 전장이 되었다.
어느 날, 위험한 플레이 스타일로 주목을 받는 에이스 히비키는
궤도가 없는 플레이를 하다가 중력을 왜곡시키는 바다에 빠지고 만다.
그곳에서 갑자기 나타난 불가사의한 힘을 가진 소녀 우타가 히비키의 목숨을 구했다.
그리고, 두 명에게만 특별한 소리가 들려온다…
어째서 우타는 히비키 앞에 나타났는가.
두 명의 만남은 세상을 바꾸는 진실로 이어진다.

## 성우진
| 배역                  | 일본어 성우     | 한국어 성우 |
| --------------------- | --------------- | ----------- |
| 히비키                | 시손 준         | 심규혁      |
| 우타                  | 리리아          | 장예나      |
| 마코토                | 히로세 아리스   | 이지현      |
| 신                    | 미야노 마모루   | 표영재      |
| 카이                  | 카지 유우키     | 이호산      |
| 우사기                | 센본기 사야카   | 박리나      |
| 전기닌자 리더         | 하타나카 타스쿠 | 정주원      |
| 언더테이커 리더       | 이노우에 마리나 | 장미        |
| 간토 매드 랍스터 리더 | 미키 신이치로   | 최한        |